# Paint It, Black
"Paint It, Black" er en sang som blev indspillet af The Rolling Stones i 1966. Den blev nummer 1. i både USA og Storbritannien. Den blev udgivet som single, og på den amerikanske version af albummet Aftermath.

## Sangen
Sangen blev krediteret til Mick Jagger og Keith Richards selvom alle de andre bandmedlemmer også have bidraget til sangen, specielt Bill Wyman og leder/ grundlægger Brian Jones.
Jagger og Richards originale koncept til sangen var, at den skulle være en langsom soul sang med synspunkter fra en person der var depressiv. Han ville have alting skulle være sort, for at det matchede hans humør:
| Citat | I look inside myself and see my heart is black / I see my red door and it has been painted black / Maybe then I'll fade away and not have to face the facts / It's not easy facing up when your whole world is black | Citat |
|       | |       |

“Paint It, Black” spillede Wyman orgel og bass. Charlie Watts efterfulgte orgelet med en svag Middle Eastern tromme del; Watts spil blev det grundlæggende til den endelige sang. Brian Jones bidrog til sangen ved at spille på sitar (som han havde lært sig selv at spille på, efter et besøg hos George Harrison), og Jagger bidrog med teksten, mens Richards spillede akustisk guitar og sang kor. Klaveret blev spillet af Jack Nitzsche .
Mick Jagger fortæller om Brians spil i Ifølge The Rolling Stones:” Paint it, Black” er ret god og meget anderledes. Den har den der tyrkiske rytme, der synes at komme ud af den blå luft, men nok har noget at gøre med at Brians sitarspil driver sangen frem og giver den plade et specielt krydderi .” 
Keith forsætter i samme bog om Bills orgelspil:”  Når jeg tænker tilbage, må jeg nok sige, at det, der virkelig fik ”Paint it Black” til at hænge sammen, var Bill Wymans orgel, for det lød slet ikke som den færdige plade før Bill sagde:” Vi gør sådan her.”
Og Charlie om trommespillet i samme bog:”  Trommespillet på ”Paint it Black” blev muligvis foreslået af Mick, og så prøvede vi det. Eller også kom det fra en plade vi lyttede til på det tidspunkt – for eksempel ”Going To A Go-Go” eller noget i den stil. Teknikerne kunne ikke lide at optage bækkener dengang. Vi havde alle sammen den slags Art Blakey brugte, med tommelange nitter, så bækkenerne fyldte det hele, og teknikerne rev sig i håret.”
I 2004 kårede Rolling Stone nummeret til en 174. plads på deres liste over de 500 bedste sange overhovedet .
Sangen er et meget populært nummer, som er blevet coveret af mange forskellige artister bl.a. Deep Purple , Vanessa Carlton  og Blondie . 
Den findes som live nummer på Flashpoint og Live Licks. Desuden findes den på opsamlingsalbummerne Through the Past, Darkly (Big Hits Vol. 2), Hot Rocks og Forty Licks.

### Fodnote
1. ↑  Paint It Back
2. ↑  Ifølge The Rolling Stones, 2003
3. ↑  "The RS 500 Greatest Songs of All Time : Rolling Stone". Arkiveret fra originalen 20. august 2006. Hentet 4. november 2007.
4. ↑  YouTube – Deep Purple MkII – Paint It Black [NEC 1993, Track 15]
5. ↑  YouTube – Broadcast Yourself
6. ↑  YouTube – Blondie: Paint It Black (live 2006)